# Nuestra Señora del Rosario (Macarena)
Nuestra Señora del Rosario es una advocación de la Virgen María venerada en la Basílica de la Macarena, en el barrio de San Gil de la ciudad de Sevilla, en la comunidad autónoma de Andalucía (España). Se trata de una de las titulares y patrona de la Hermandad de la Esperanza Macarena, junto con Nuestro Padre Jesús de la Sentencia y María Santísima de la Esperanza Macarena.
Su advocación corresponde a la Virgen del Rosario y su fiesta se celebra el 7 de octubre, dentro de los actos de las Fiestas del Barrio de la Macarena.

## Descripción
La imagen de la Virgen es una obra anónima del siglo XVIII atribuida a Pedro Duque Cornejo (discípulo de Pedro Roldán) o a su taller, mientras que la del Niño Jesús que sostiene dormido en brazos corresponde a las primeras décadas del siglo XVI, sin que se conozca su autoría. En su origen la talla de la Virgen era de bulto, y fue transformada en una imagen de candelero. Fue restaurada en profundidad por Manuel Gutiérrez Reyes-Cano en 1882; en 1960 le talló unas nuevas manos Antonio Eslava Rubio y finalmente en 1980 es restaurada de nuevo por Francisco Arquillo Torres.
La imagen pertenecía a la cofradía de Nuestra Señora del Rosario, con sede en la iglesia de San Gil, y al trasladarse a ella en el siglo XVII la de la Esperanza, se fusionaron en una y tomaron también la advocación de Jesús de la Sentencia, constituyendo la actual Hermandad de Nuestra Señora del Santo Rosario, Nuestro Padre Jesús de la Sentencia y María Santísima de la Esperanza Macarena.

## Pertenencias
La imagen tiene varias pertenencias: el paso, tallado por Herrera y Feria en 1957, partiendo de modelos barrocos. Los ricos respiraderos, en los que se disponen los escudos de la hermandad, los dominicos, san José y la giralda rodeados de querubines, se rematan con un molduró de línea ondulante de perfil liso que potencia la valiosa peana dieciochesca adquirida en 1882 al dorador José de la Peña y Ojeda. Sobre ella, una nube con cabezas de ángeles, realizada en 2004, sirve de pedestal.
En 2008 se estrenaron los originales faldones bordados en oro y sedas sobre terciopelo azul, diseñados por José Manuel Bonilla y realizados por Ana Bonilla, en el que destacan inusuales motivos polícromos tales como pájaros junto a cartelas, decoración neo rocalla y un salpicado de flores. También ha tenido varias vestimentas, la más tradicional que se usó en varios años en su festividad usa un vestido rosada con azul y el niño Jesús porta un vestido rosado antiguo al paso de este la mayor parte de joyas son de oro. En 2017 se le realizó una nueva vestimenta formada por un manto rojo y vestido blanco, y al niño Jesús un vestido blanco. La virgen tiene una gran diversidad de vestidos, entre ellos uno verde con rojo, uno dorado con blanco o uno verde y blanco, entre otros.